# United States Army Intelligence and Security Command
Army Intelligence and Security Command (INSCOM) – Dowództwo Wywiadu i Bezpieczeństwa Sił Lądowych.
Utworzony 1 stycznia 1977 INSCOM, łączy obowiązki Agencji Bezpieczeństwa Sił Lądowych (Army Security Agency – ASA) z resztą zadań operacyjnych wywiadu sił lądowych USA. INSCOM powstał wskutek zaleceń opracowanego w 1974 przez siły lądowe (US Army) raportu, wskazującego na potrzebę powołania nowej struktury dowodzenia, koordynującej działania wywiadu w związkach taktycznych powyżej szczebla korpusu i udzielającej bezpośredniego wsparcia operacjom wywiadu na poziomie korpusu, dywizji, i jednostek taktycznych. Reorganizacja została zakończona 1 października 1977, Mieszcząca się początkowo w Arlington Hall w Arlington w stanie Wirginia Kwatera Główna INSCOM przeniesiona została w 1981 do Fort Meade w stanie Myrland, a w 1985 do Fort Huachuca w stanie Arizona.

Podlegające INSCOM jednostki rozsiane są po całym świecie, m.in. zespoły wywiadu wojskowego stacjonują w Fort Amador w Strefie Kanału Panamskiego, w Monachium w Niemczech, w Seulu w Korei Południowej i w Fort Zama w Japonii. Największe stacje INSCOM w USA znajdują się w San Antonio w Teksasie i w bazie lotniczej Homestread na Florydzie, oraz w wielu innych garnizonach sił lądowych w całym kraju.